# Сурозька єпархія Константинопольського Патріархату
Сурозька єпархія — історична православна єпархія Константинопольського Патріархату в Криму з центром в місті Судак (давня назва Сурож). Виникла на початку VIII століття. Скасована в другій половині XVI століття.

## Ранній період
Єпархія в Судаку була заснована не пізніше початку — середини VIII століття, при патріархові Германі (715—730 роки). Щонайменше, з житія преподобного Стефана Сурозького, що став в середині VIII століття архієпископом Сурожа, і поставлений, згідно з його «Житія», патріархом Германом, слідує, що до нього на Сурозькій кафедрі був один попередник. Це датування підтверджують і знахідки єпископських печаток.
Отже, в VIII столітті вже існувала автокефальна архієпископія в Сурожі. Однак в нотіціях вона з'являється значно пізніше. Згадується в нотіціі часу патріарха Миколи Містика та імператора Лева Мудрого початку X століття на 47 місці після архієпископії Боспора, а також в нотіціі Де-Бора, датування якої кінцем VIII береться під сумнів. Тут вона на 30-му місці. У нотіціях VIII—IX століття вона відсутня. Однак під актами VII Вселенського Собору (787 рік) стоять підписи архієпископа Сурожа Стефана (святого Стефана Сурозького).
Сурозький Синаксар містить відомості про оновлення кафедрального храму міста — базиліки Святої Софії в 6301 (793) році.
Близько 1156 року до Сурозької єпархії була приєднана Фулльска. Об'єднана єпархія стала називатися Сурозька і Фулльська.
У 1262 році Судак був завойований татарами, проте багато з загарбників хрестилися

## Єпископи
- Після 715 року - Перший Єпископ Сурозький (ім'я наразі невідоме).
- Після 715 року - Другий Єпископ Сурозький (ім'я наразі невідоме).
- Після 715 року - Стефан Сурозький.
- Після 787 року - Єпископ Філарет Сурозький.